# Pehlad Pur Bangar
Pehlad Pur Bangar là một thị trấn thống kê (census town) của quận North West thuộc bang Delhi, Ấn Độ.

## Nhân khẩu
Theo điều tra dân số năm 2001 của Ấn Độ, Pehlad Pur Bangar có dân số 10.548 người. Phái nam chiếm 56% tổng số dân và phái nữ chiếm 44%. Pehlad Pur Bangar có tỷ lệ 69% biết đọc biết viết, cao hơn tỷ lệ trung bình toàn quốc là 59,5%: tỷ lệ cho phái nam là 76%, và tỷ lệ cho phái nữ là 60%. Tại Pehlad Pur Bangar, 17% dân số nhỏ hơn 6 tuổi.